# Yurisleidy Lupetey
Yurisleidy Lupetey Cobas (Moa, 6 mei 1981) is een Cubaans judoka, die haar vaderland driemaal op rij vertegenwoordigde bij de Olympische Spelen, te beginnen in 2004 (Athene). Bij haar olympische debuut won Lupetey de bronzen medaille, net als de Nederlandse Deborah Gravenstijn. Ze is zevenvoudig Cubaans kampioene.

## Erelijst

### Olympische Spelen
- 2004 – Athene, Griekenland (– 57 kg)

### Wereldkampioenschappen
- 2001 – München, Duitsland (– 57 kg)
- 2003 – Osaka, Japan (– 57 kg)

### Pan-Amerikaanse Spelen
- 2003 – Santo Domingo, Dominicaanse Republiek (– 57 kg)
- 2011 – Guadalajara, Mexico (– 57 kg)

### Pan-Amerikaanse kampioenschappen
- 2001 – Córdoba, Argentinië (– 57 kg)
- 2002 – Santo Domingo, Dominicaanse Republiek (– 57 kg)
- 2002 – Isla Margarita, Venezuela (– 57 kg)
- 2006 – Buenos Aires, Argentinië (– 57 kg)
- 2008 – Miami, Verenigde Staten (– 57 kg)
- 2009 – Buenos Aires, Argentinië (– 57 kg)
- 2010 – San Salvador, El Salvador (– 57 kg)
- 2011 – Guadalajara, Mexico (– 57 kg)
- 2012 – Montreal, Canada (– 57 kg)